# Abbazia rettoria di Sant'Egidio in Fontanella
La cappella vescovile di Sant'Egidio, già annessa all'omonima abbazia cluniacense soppressa nel 1473, è un luogo di culto cattolico situato nella contrada di Fontanella del comune di Sotto il Monte Giovanni XXIII, in provincia di Bergamo.
La chiesa, parrocchiale fino al 1998, è sede dell'omonima rettoria vescovile, appartenente alla diocesi di Bergamo. Nel piccolo cimitero di Fontanella situato a poche decine di metri dalla cappella vescovile, sono sepolti il cardinale Loris Francesco Capovilla, segretario di papa Giovanni XXIII e padre David Maria Turoldo.

## Storia

### Fondazione e priorato
Il 13 gennaio 1080 venne fondato, per iniziativa di Alberto da Prezzate, il priorato di Sant'Egidio. Esso nacque dalla pietas di un potente e del suo consortium familiare, che attraverso quest'opera cercava la salvezza dell'anima ma, al contempo, affermava la propria potenza.
Ego Albertus, filius quondam Ariprandi, qui fuit de loco Presiate, qui professus sum ex nacione mea lege vivere Longobardorum, offertor et donator ipsius monasterii. ... dono et offero pro anime mee et Teiperge et Isengarde seu Johanni mercedem: hoc est pecia una de terra in qua edificium est inceptum ad monasterium faciendum, in honore sancti Egidii, et omnia que ad ipso monasterio pertinent iuris mei, quam habere visus sum in loco Monte qui dicitur Vergese; et iacet allocus qui dicitur Fontanella.
Actum foris civitate Laude, infra monasterio Sancti Marci, feliciter»
()
La fondazione di un nuovo monastero che seguì di poco quella del monastero di Pontida, farebbe pensare che Alberto da Prezzate pensasse a un luogo che accogliesse le monache, e che, dopo aver sistemato la parte maschile della sua famiglia, pensasse di poter provvedere anche alla parte femminile, ma la lontananza dai centri urbani rendeva il luogo poco sicuro per una società monastica femminile, forse per questo motivo il monastero fu abitato da monaci come risulta dal primo priore presente solo nel XII secolo. La costruzione della torre fin dalla sua edificazione potrebbe indicare l'idea di creare un monastero-fortezza non raro nei primi secoli del secondo millennio.
Il priorato rientrò in quella rete europea di priorati sviluppatasi da Cluny e attorno a Cluny sotto la regola di Ugo di Cluny venendo a fare parte di un ordine la cui benemerenza maggiore fu l'avere promosso la riforma della chiesa e la cui potenza fu presto causa della propria decadenza.
Scarne sono le informazioni che riguardano la storia del monastero. Risulta un atto del 17 settembre 1178 del Guala il quale rinuncia alla decima a favore del monastero in cambio di un unico agnello per il periodo pasquale. Questo sarebbe collegabile all'arrivo di Gerardo vescovo deposto, che si ritirò nel monastero nel 1177 dopo aver abiurato allo scisma, avendo ottenuto il perdono dal papa Alessandro III. L'atto riporta la presenza del priore, oltre a dieci monaci e quattro conversi. Questo numero risulta non essere mai stato modificato. La donazione successiva risulta fatta al priore Lanfranco nel 1180 fatta dal prevosto Bonifacio Suardi della chiesa di chiesa alessandrina di Bergamo, e corrispondeva a un affitto annuo di tre some emezza di miglio e segale. Il priore Lanfranco era un uomo di un certo potere, il 18 maggio 1193 ricevette la donazione di molti terreni, risulta fosse inoltre, rappresentare il tesoriere Olrico di Solbiate dell'arcivescovo di Milano.
Nel XIII secolo il monastero ebbe un periodo di crisi vocazionale, risultano presenti sei giovani chierici francesi, situazione identica per il monastero di San Giacomo di Pontida.

Importante testimonianza è del priore Guglielmo che prima di partire per un capitolo generale a Cluny fece stilare un inventario dei beni e della presenza monacale il 12 marzo 1308, consegnandolo poi al suo sostituto. Questo permette la conoscenza delle proprietà in terreni, in suppellettili e in libri che il priore aveva acquistato. Gli successe un altro priore francese di Alvernia: monaco Durante, anche se pare che il monastero lentamente si impoverisse di beni e vocazioni tanto che nel 1350 sono indicati presenti solo sei monaci, forse a conseguenza alla peste del 1348. Con il dominio visconteo fu nuovamente eletto un priore bergamasco Federico del Pozzo di Trescore che era probabilmente molto giovane essendo stato ordinato diacono solo il 23 febbraio 1342. Ma con la lontananza del papa ad Avignone i contrasti tra questo e il ducato milanese, nonché l'abbandono all'ordine di Cluny ebbe gravi conseguenze sui monasteri. Aveva infatti stipulato un patto papa Giovanni XXII con Azzone Visconti signore di Bergamo: Quod in clero nulla fieret excatio. Si susseguirono molti sinodi ee adunanze tra i diversi monasteri per vedere di combattere l'esosità dei tributi imposti. La causa fu perorata da Martino de Daubertis da Treviglio, ma non si ottennero che l'aggravarsi di multe e di scomuniche.
Il monastero gestiva anche un ospedale in Bergamo, in via Borgo Canale, questi viene citato in un documento del 1346. Questa era anche un luogo di accoglienza per i monaci quando dovevano trattenersi per motivi amministrativi nella città orobica. Il del Pozzo risulta che fosse autorizzato a celebrare le funzioni nella chiesa dei Santi Giovanni Battista e Erasmo, presso l'ospedale, avendo necessità di dimorare per molto tempo a Bergamo. Questo autorizzò il priore a trattenere le entrate della chiesa con esclusione delle offerte dei giorni in cui si festeggiano i patroni.

Dopo il settembre 1373 il monastero visse un periodo difficile, come quello di Pontida che era stato depredato da Bernabò Visconti quale vendetta alla morte violenta del figlio primogenito Ambrogio. Tre anni dopo, a seguito delle lamentele con richiesta di rimborso, il Visconti confermò i privilegi di Pontida e Fontanella: de immunitate et exemptione, in quel tempo il monastero doveva essere già commenda. Nel 1429 risulta che la conduzione dei beni del monastero fosse in mano a Luca dell'importante famiglia bergamasca, figlio di Leonino Brembati.

### Fine del priorato
Nel maggio del 1428 Bergamo divenne dominio della Repubblica di Venezia che intraprese un programma di […] reparazione et provigione delle Chiese, Monasteri et abbatie che avevano subito danni durante la dominazione Viscontea, risulta che il priore Giovanni da' Vavassori di san Giacomo di Pontida chiese un risarcimento al podestà di Bergamo Marco Giustiniani. Sant' Egidio di Fontanella fu quindi amministrato da un priore commendatario. Fra questi rappresentante: Franchino Gabriele, della famiglia Avogadro che pensò bene di affidare ai suoi famigliari l'amministrazione dei beni del monastero.

Nel 1451 priore di Fontanella era l'allora vescovo di Bergamo Giovanni Barozzi. Giovanni Buccelleni, abitava una casa presso la chiesa del Santissimo Sacramento di Pontida, e godeva della rendita di 400 ducati del monastero di San Giacomo grazie alla sua rinuncia al priorato. Giacché l'Avogadri era ancora priore di Fontanella, perché vi potesse rinunciare avrebbe avuto diritto a una rendita, si consideri quindi che due rendite erano troppo gravose per il priorato. Per questo motivo fu consegnato il priorato di Fontanella al Buccelleni venendo anche nominato vescovo di Crisopoli. Pare che questi continuasse a ricevere la rendita ma poiché il vescovo voleva partecipare all'incontro di Milano dove si definiva una nuova crociata nominò suo suffraganeo il Buccelleni stesso. Sarà il Buccelleni l'ultimo priore di Sant'Egidio di Fontanella.
Il 12 aprile 1473 papa Sisto IV tolse la comunità monastica da Fontanella. L'8 ottobre 1575 il priorato venne annesso (insieme al priorato di Pontida) ai beni della basilica di San Marco a Venezia dall'arcivescovo di Milano Carlo Borromeo. Nel XVII secolo i procuratori della basilica marciana cedettero il priorato con i beni annessi alla nobile famiglia di origine bergamasca dei Giovanelli.

## Parrocchia

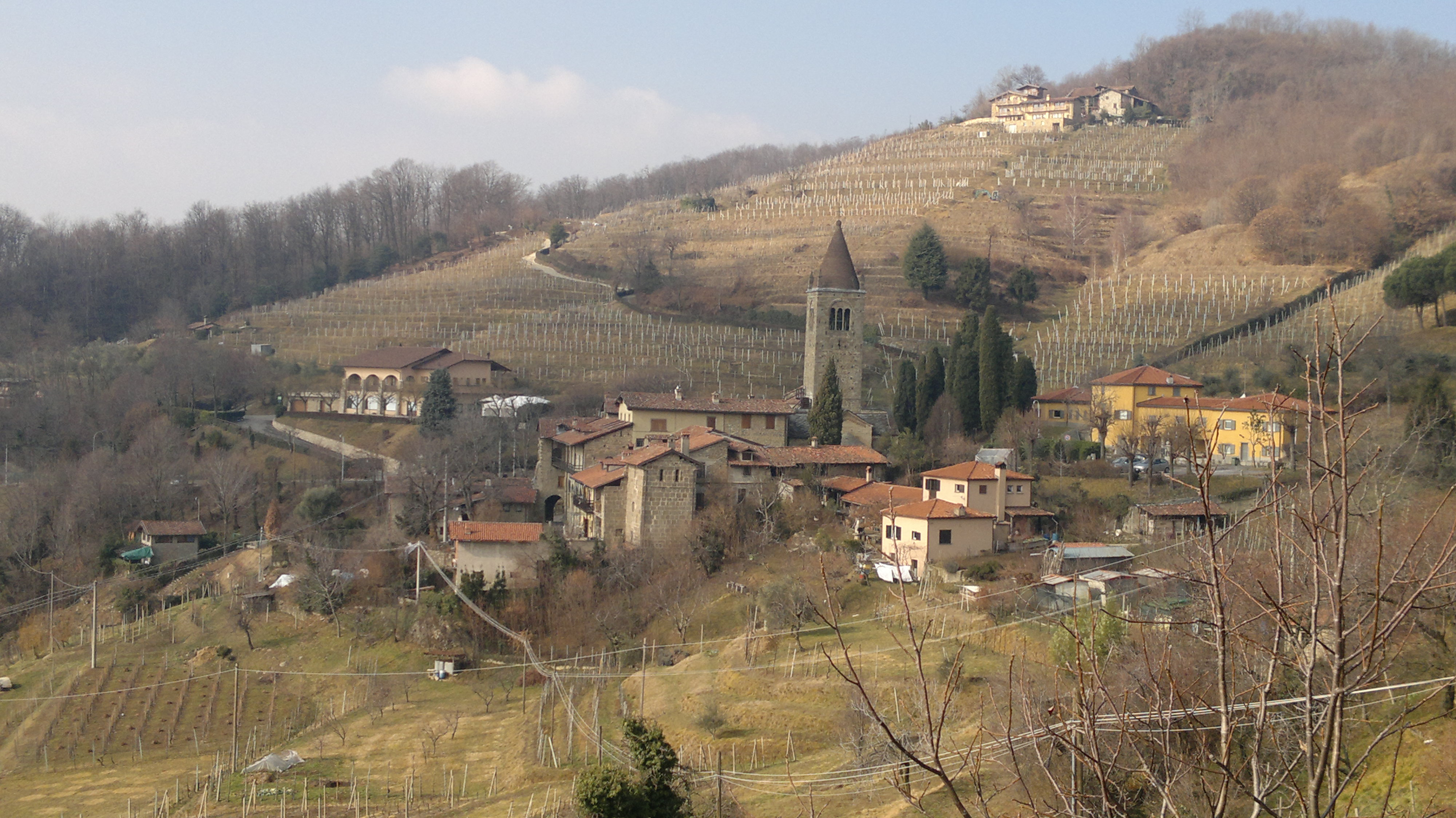
Veduta del complesso monastico (vista da est)

Intorno al 1630 la chiesa di Sant'Egidio tornò sotto il controllo della diocesi bergamasca. Il 27 maggio 1699 venne eretta la parrocchia di Fontanella e le furono assegnati un parroco e un chierico. Nel 1861 aveva 1200 parrocchiani.
Il 7 luglio 1945 il vescovo di Bergamo Adriano Bernareggi trasferì la parrocchia di Sant'Egidio alla chiesa del Sacro Cuore di Gesù di Botta. Il 7 maggio 1946, per volontà dello stesso vescovo Bernareggi, la chiesa di Sant'Egidio tornò autonoma e la parrocchia si divise. Il 17 luglio 1986 la parrocchia di Fontanella fu soppressa e ritornò a far parte della parrocchia del Sacro Cuore.. 
Negli anni 1960 era presente presso la chiesa don Giacomo Carminati, primo a iniziare lavori di restauro. Questi primi lavori furono realizzati anche grazie all'ausilio di don Giovanni Roncalli.
Fino a circa il 1986 Fontanella era chiamata Fontanella del Monte e, quindi, la sua parrocchia era di Sant'Egidio di Fontanella del Monte. Negli anni 1964-1992 ha abitato qui David Maria Turoldo, famoso poeta e teologo friulano, che qui è sepolto nel piccolo cimitero.

### Rettoria vescovile

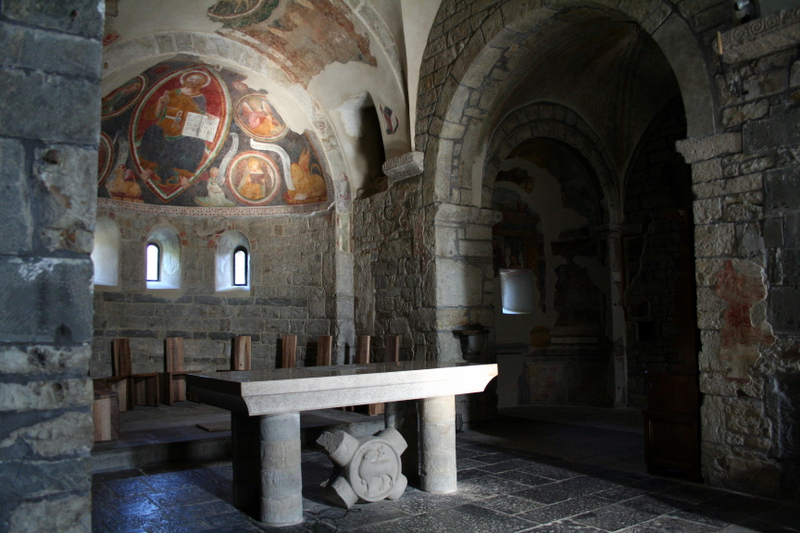
Il presbiterio con l'altare frutto dei restauri del 1998-2000

Il 18 maggio 1998 il vescovo di Bergamo Roberto Amadei la eresse cappella vescovile, assegnandogli un rettore, affinché la chiesa continuasse a svolgere nel modo migliore le proprie funzioni di luogo particolare di preghiera e di silenzio, accogliendo tutti coloro che in tale desiderio si riconoscessero, senza privilegi o esclusioni per nessuno. Nel decreto era anche specificato che il Rettore, oltre a rappresentare il vescovo in ogni attività pastorale che si svolgeva nell'abbazia, aveva le facoltà che avevano normalmente i parroci, in primo luogo la celebrazione dei sacramenti. Sant'Egidio di Fontanella mantiene l'assetto giuridico suindicato e attraverso le sue attività continua a rappresentare l'attenzione del vescovo di Bergamo Francesco Beschi a questa porzione di territorio diocesano. La rettoria infatti s'impegna, in modo particolare, nell'accoglienza ecclesiale, nella garanzia della celebrazione dei sacramenti secondo la dottrina della chiesa, nella valorizzazione delle attività pastorali legate a questo antico e santo luogo.
Negli anni 1998-2000, in occasione del Giubileo del 2000, è stato condotto all'interno della chiesa un intervento di restauro conservativo di notevole importanza, l'ultimo in ordine cronologico dopo quelli effettuati negli anni 1910-1911 (rinforzo strutturale, modifiche alla facciata, al campanile e all'interno, pulizia di vari affreschi) e 1959-1962 (per interessamento di papa Giovanni XXIII, con demolizioni di sovrastrutture successive).
Cronotassi dei Rettori:
- Mons. Arrigo Arrigoni (1998-2002)
- Don Emanuele Personeni (2002-2009)
- Don Gianluca Marchetti (2009-2012)
- Mons. Attilio Bianchi (dal 2012)

## Descrizione

### Architettura

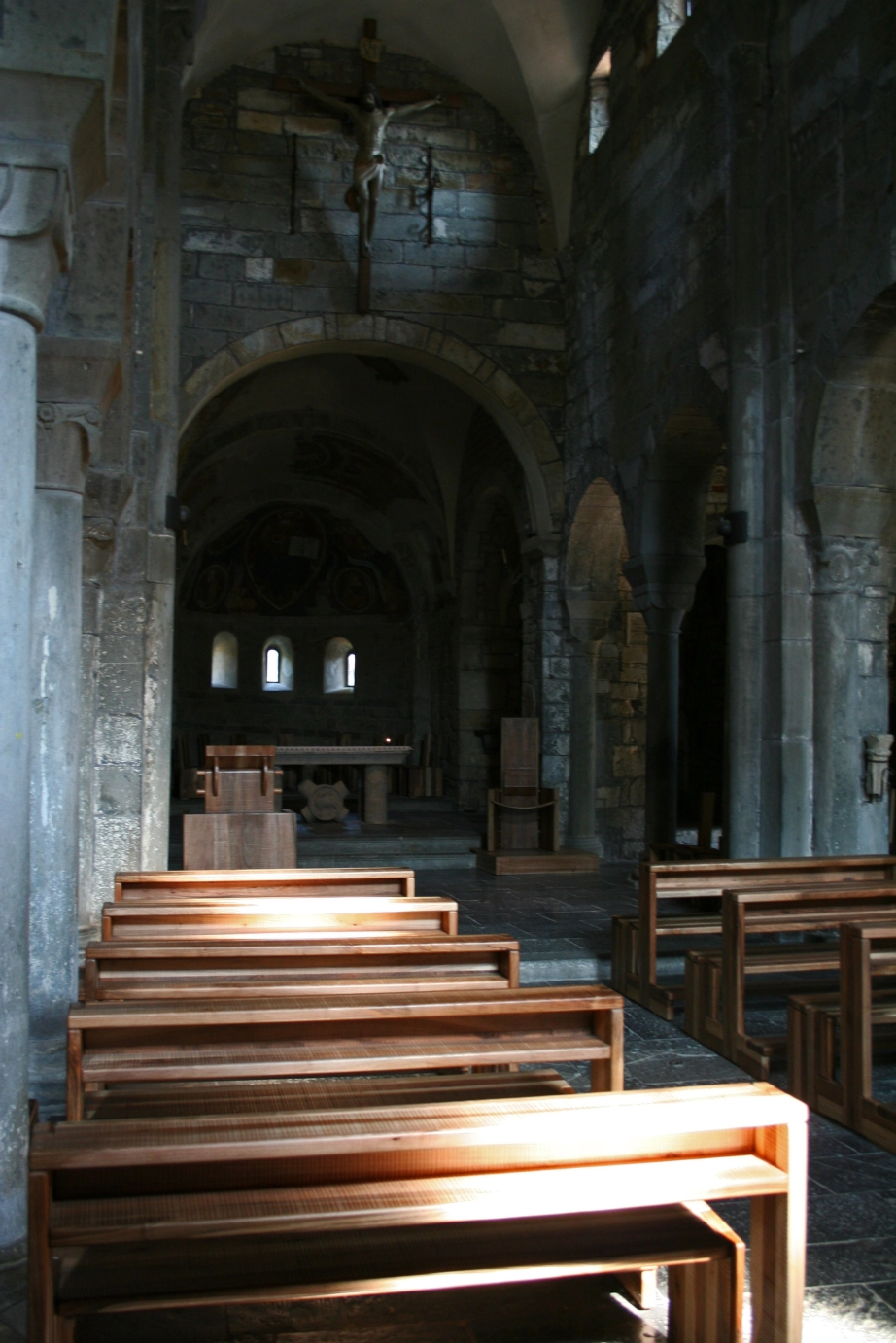
Interno

La cappella di Sant'Egidio costituisce un esempio di romanico bergamasco che trova espressione anche nella vicina rotonda di San Tomè di Almenno San Bartolomeo.
L'edificio presenta una struttura basilicale con tre navate, separate da due file di archi a tutto sesto poggianti su colonne lapidee con capitelli scolpiti; sia la navata maggiore, sia la navata centrale sono coperte con soffitto a capriate lignee, ad eccezione della zona finale (area in cui, al di sopra della navata mediana, si eleva la torre campanaria a base quadrata, struttura nella quale si aprono alcune trifore). Sulla parete di fondo della navata, sopra l'arco absidale si trova un pregevole Crocifisso ligneo opera di Pietro Bussolo (1515).
Ciascuna navata termina con un'abside semicircolare, nella quale si aprono monofore ad arco a tutto sesto: l'abside centrale è più grande rispetto alle due laterali e presenta nel catino un affresco di epoca rinascimentali raffigurante Gesù Pantocratore in trono tra i simboli degli Evangelisti. L'absidiola di destra venne integralmente affrescata da Cristoforo I Baschenis nel 1574 con al centro della parete San Rocco tra i santi Egidio e Sebastiano, ai lati Scene della vita di San Rocco e nel catino Dio Padre benedicente e angeli. Nel catino dell'absidiola di sinistra, adibita a custodia del Santissimo Sacramento, vi è un Compianto su Cristo morto, mentre sulle pareti Scene della vita di sant'Antonio abate. Altri affreschi si trovano lungo le pareti laterali, tra cui Santi e una Pietà nella navata di sinistra e una Madonna col Bambino in quella di destra.
L'edificio a tre navate culminante in tre absidiole lievemente ornate all'esterno. Le pareti interne presentano resti di affreschi del XV e del XVI ancora perfettamente leggibili, anche se sono incerti i personaggi rappresentati.
All'esterno della navata destra trova posto un piccolo chiostro.

### Sarcofago di Teoperga

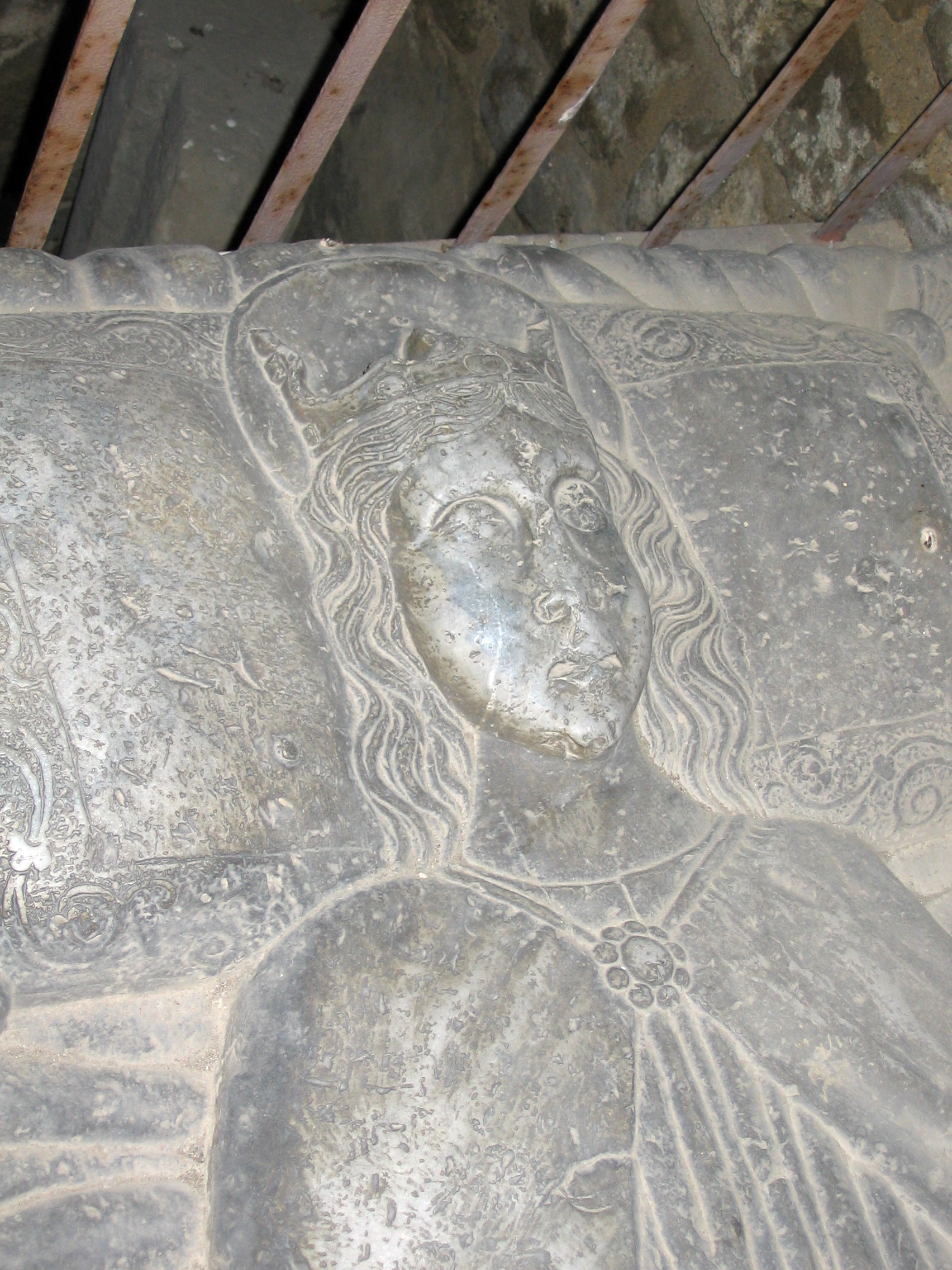
Particolare del sarcofago di Teoperga

L'edificazione a beneficio delle anime di Teiperga, Isengarda e Giovanni, fa presumere che fossero personaggi molto vicini ad Alberto, probabilmente fratelli, ma non vi è ulteriore testimonianza storica certa, a solo citazioni indirette, di provenienza degli stessi ambienti monacali del priorato che ne parlano come domine Sancte Topergie matris nostre et fondatrix.monasteri. Secondo il Calvi la regina Teutberga, si spostò dalla località Faida dove viveva nell'antica torre che viene citata nel XVI secolo, a quella di Fontanella.
Per un certo periodo è stata identificata in Teutberga di Lotaringia, moglie ripudiata del re franco Lotario II, nobilitandola maggiormente e aumentandone il culto e il mito. Ricerche storiche più attente hanno escluso questa evenienza, lasciandone, tuttavia, intatta la leggenda.
Di lei rimane il monumento funebre costituito da un sarcofago lapideo, di epoca posteriore (1472), coperto da una lastra scolpita riportante in rilievo, a grandezza naturale, la sua presunta effigie, inserito in una cappelletta addossata al lato sud esterno della chiesa, ma che risulta fosse abbandonato fino alla prima metà del Novecento. Anche di questo monumento e della sua attribuzione non si ha certezza: è stata notata la differente datazione e la differenza stilistica tra il sarcofago e la lastra di copertura oltre alla non corrispondenza delle loro misure, ed è stato accertato anche che la sua sistemazione originaria era differente.
Di Teoperga, considerata santa, vi era una grande devozione, risulta che ancora nel 1308 vi erano presso il sepolcro sempre accese otto lampade: ad missan et ad matutinumn er and vesperar de duodecim lectionibus. La cappelletta con il sepolcro di santa Teoperga è indicato nel 1536 come presso la chiesa posto a mezzodì e in uno stato di abbandono. La sua tomba risulta descritta anche negli atti della visita pastorale del 1575 di san Carlo Borromeo, come extra ecclesiam versus domus parochi est sepulchrum ex saricio in quo est...

### Organo a canne
In fondo alla navata laterale di sinistra, si trova l'organo a canne della chiesa, costruito dai Fratelli Pirola nel 2013 e regolarmente utilizzato, oltre che per il servizio liturgico, anche per concerti.
Lo strumento è a trasmissione elettrica con sistema multiplo e dispone di 24 registri originati da 5 registri reali, per un totale di 325 canne integralmente chiuse entro cassa espressiva (quelle di facciata sono mute). La consolle è sporgente dal corpo d'organo e dispone di due tastiere di 58 note ciascuna e pedaliera dritta di 30 note, con i comandi dei registri costituiti da pomelli ad estrazione posti su più colonne verticali ai lati dei manuali.

## Altre immagini

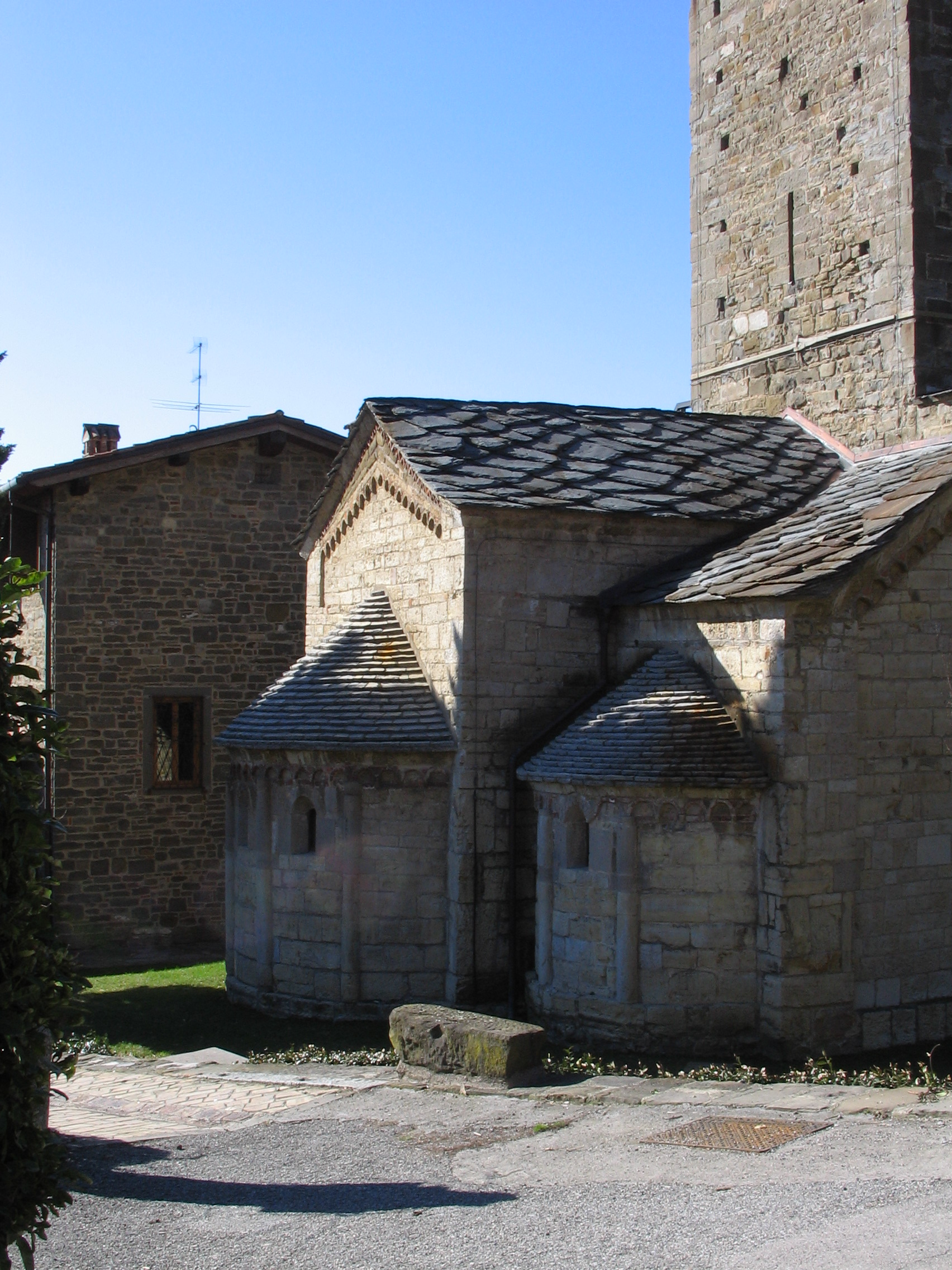
Esterno delle absidi
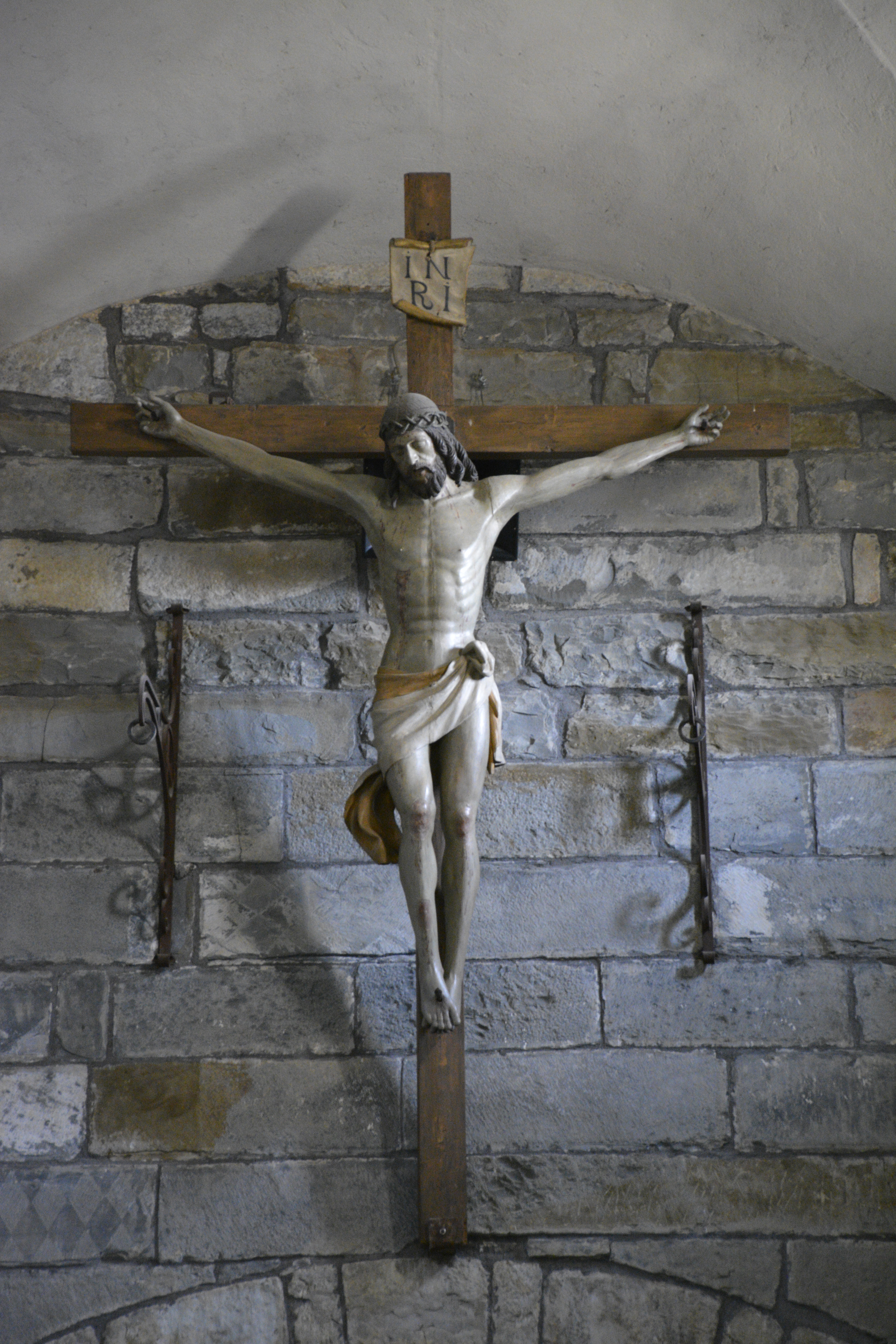
Crocifisso, Pietro Bussolo, XV secolo.
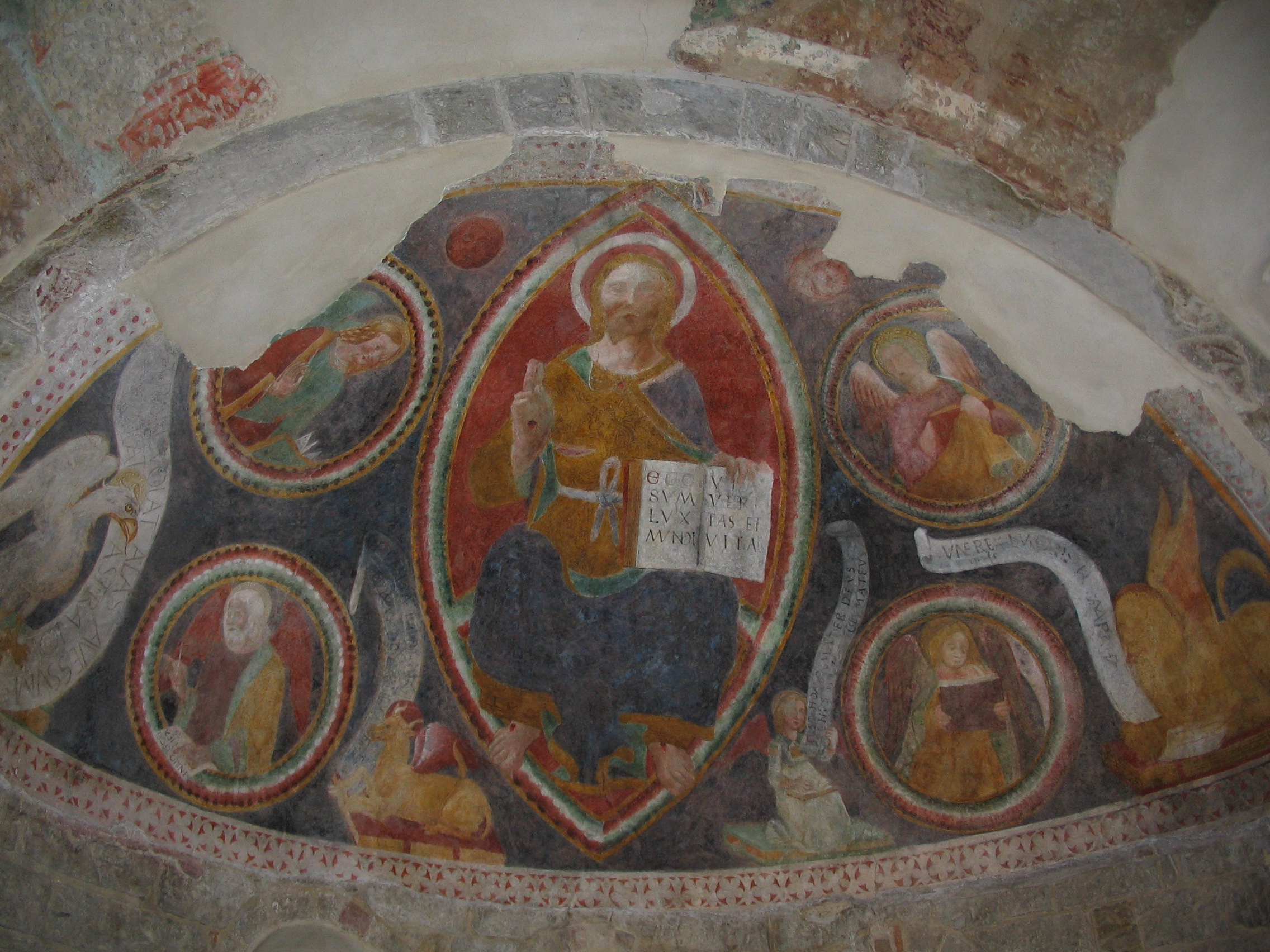
Gesù Pantocratore tra i simboli degli Evangelisti
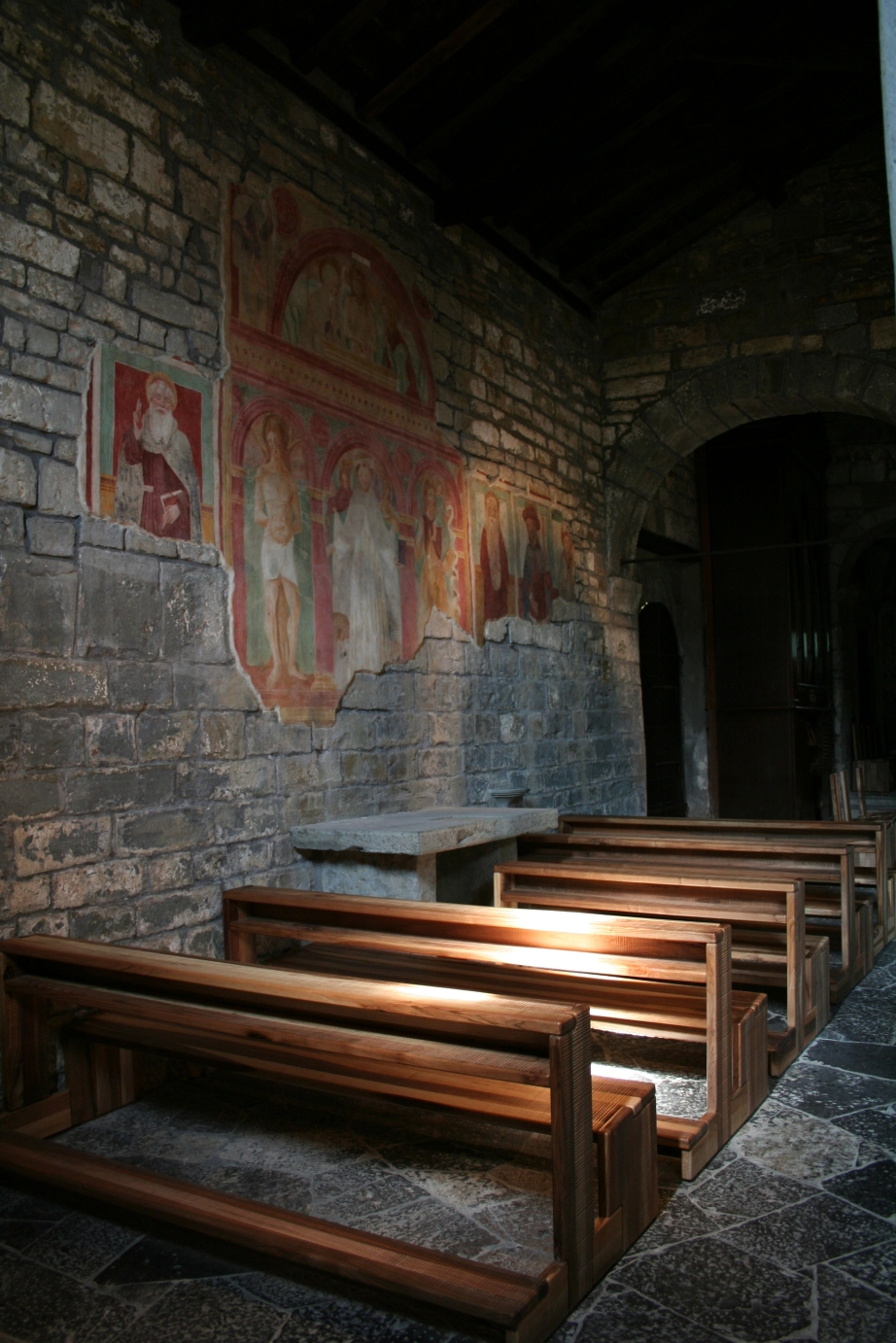
Affreschi nella navata di sinistra